# Dolmen d’Hys

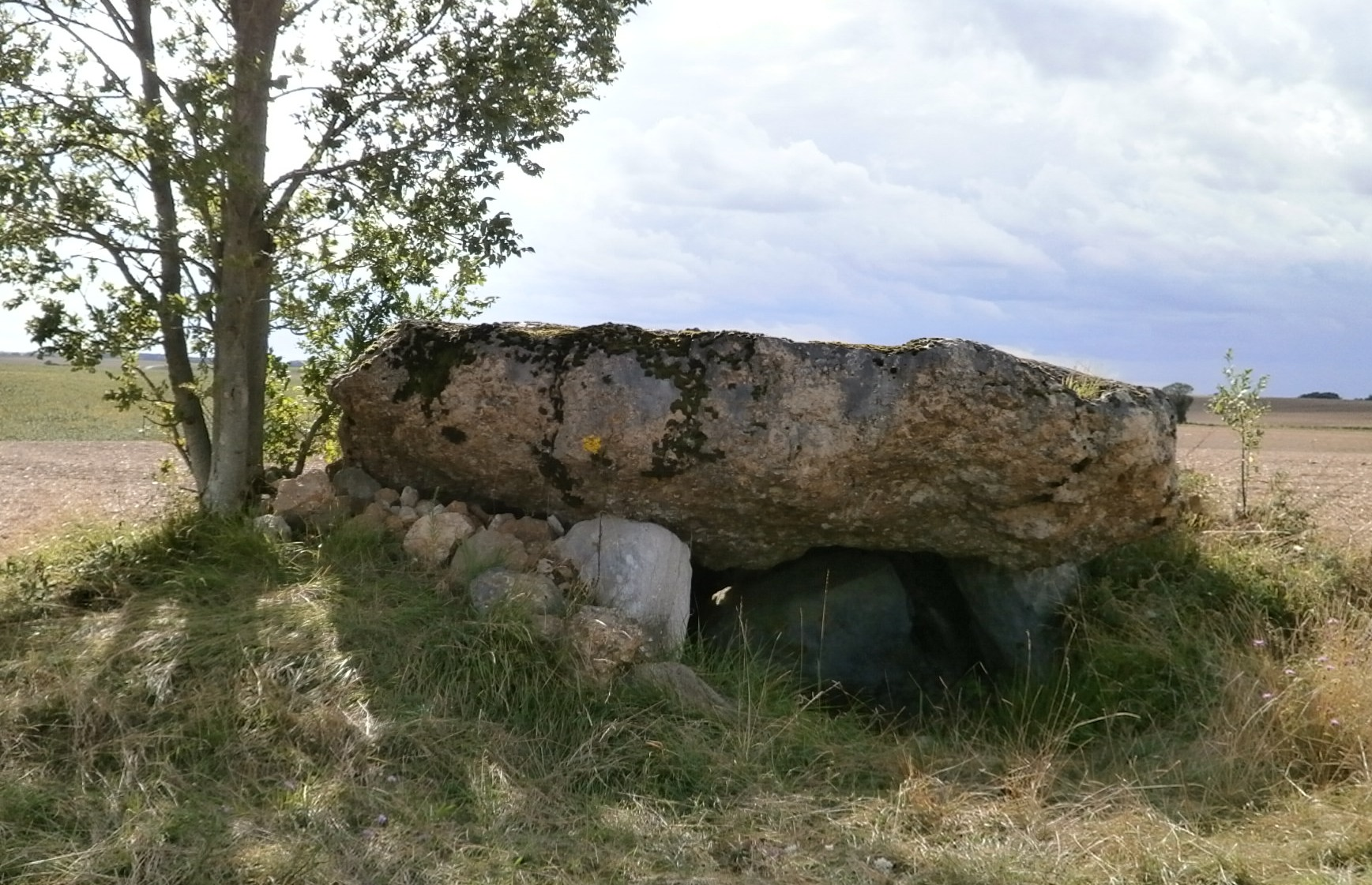
Dolmen d’Hys

Der Dolmen d’Hys (auch als Dolmen de la Pierre Levée (Liège) bekannt) liegt 900 Meter nordöstlich von Hys und etwa 1,7 km südwestlich von Le Liège, in der Touraine im Département Indre-et-Loire in Frankreich. Dolmen ist in Frankreich der Oberbegriff für neolithische Megalithanlagen aller Art (siehe: Französische Nomenklatur).
Es gibt die Reste eines äußeren Steinkreises und eines Hügels. Die polygonale Kammer besteht aus drei tragenden Steinen, zwei erhaltenen Seitensteinen von 1,0 bis 1,6 m Höhe und einem deutlich gerundeten Deckstein von etwa 5,0 m Durchmesser. Die Zwischenräume der Platten wurden durch kleine Steine und Ton geschlossen. Die Tragsteine sind aus Muschelkalk und die Deckenplatte aus Konglomerat. Der 1920 von Louis Dubreuil-Chambardel (1876–1927) ausgegrabene Dolmen enthielt Bronzen, die zusammen mit Feuersteingerät und Knochen gefunden wurden.
In der Nähe liegt der Dolmen von Mallée.